# Lancetes varius
Lancetes varius är en skalbaggsart som först beskrevs av Fabricius 1775.  Lancetes varius ingår i släktet Lancetes och familjen dykare.

## Underarter
Arten delas in i följande underarter:
- L. v. rotundicollis
- L. v. varius